# San Benedetto de Urbe
San Benedetto de Urbe era uma capela conventual que ficava localizada no número 22 da Via di San Nicola da Tolentino, no rione Trevi de Roma. Era dedicada a São Bento de Núrsia.

## História

### Fundação da comunidade
Esta capela, ocupada por apenas uns poucos anos, foi fundada em 1898 e tem uma história muito obscura, ligada ao mosteiro de Sancti Benedicti de Urbe. Ele abrigava uma comunidade de freiras beneditinas não afiliada a nenhuma congregação em particular e provavelmente fundada, em outubro de 1895, por iniciativa de Matilda Pynsent, a primeira abadessa, cujo nome religioso era "Mechtildis". Ela é mais conhecida por ter escrito sobre a vida de uma filósofa do século XVII chamada Elena Cornaro Piscopia, que havia sido enterrada na Abadia de Santa Justina em Pádua e cujo túmulo ela conseguiu, de alguma forma, autorização para abrir e inspecionar.
A comunidade ficava sob a autoridade da Diocese de Roma, na pessoa do cardeal-vigário e a abadessa conseguiu vencer uma disputa canônica sobre o seu direito de não estar, juntamente com suas freiras, afiliada a nenhuma congregação e nem de fazer votos para nenhum frade beneditino superior. A comunidade ficou conhecida como "inglesa" (em italiano:  "monache inglesi"), apesar de haver pistas nas fontes de que apenas a abadessa seria inglesa. Outra freira, a senhora Placide McMahon, parece ter sido irlandesa. A obra principal das freiras parece ter sido a publicação de fontes históricas beneditinas sob o título de "Spicilegium Benedictinum", que chegou até o quinto volume durante a breve existência da comunidade, uma conquista notável.

### Capela e o mosteiro
Em 1898, as freiras se mudaram para o complexo inacabado de San Patrizio a Villa Ludovisi na  Via Boncompagni (nº 31), iniciado por frades agostinianos em 1888 e que estavam sem recursos financeiros. As freiras aparentemente não continuaram utilizando a igreja inacabada do mosteiro e aparentemente construíram a sua própria. Nas palavras de Diego Angeli (1903):
| “ | «San Benedetto Abate». Há uma pequena igreja ligada ao convento das freiras beneditinas inglesas na Via Boncompagni. Ela foi construída em 1899 e o arquiteto foi Alberto Manassei. Em 1901, a igreja foi retirada das freiras e entregue aos agostinianos. A abóbada no teto e a abside eram decoradas com afrescos. No altar-mor está uma peça-de-altar da "Abençoada Virgem", uma cópia de um original de Carlo Maratta em San Carlo al Corso. Para a esquerda está a capela de São Bento, que abriga uma cópia de um ícone mantido em San Benedetto in Piscinula. | ” |

### Desastre
Em abril de 1901, ocorreu um grave escândalo envolvendo o convento e ele foi fechado à força em agosto do mesmo ano. O trecho a seguir consta no jornal "New Zealand Herald" de 9 de novembro de 1901:
| “ | FREIRAS INGLESAS EM ROMA. ESTRANHA HISTÓRIA DE PERSEGUIÇÃO E EXPULSÃO. Uma notável carta aparece no Times [jornal] enviada por Mechtildis Pynsent, abadessa das freiras beneditinas inglesas em Roma, sobre as causas que levaram à sua dispersão. A abadessa declara que apelos foram feitos às congregações, aos cardeais, ao próprio papa e ao governo britânico e que estas senhoras, abandonadas por todos, foram obrigadas, «por suas próprias honras», a apresentarem seu caso diante do povo britânico. As freiras beneditinas inglesas foram fundadas em outubro de 1895 por três senhoras, uma delas sendo aquela cuja bondade, talentos e dinheiro paria ser uma garantia de que se a obra prosperasse em números, o dinheiro viria a seguir. A comunidade aumentou. A vida era de grande austeridade — silêncio por horas, obediência absoluta e caridade para os pobres. Elas tinha uma escola para crianças pobres, alimentavam os famintos e demonstravam grande interesse pela comunidade. As freiras compraram dos agostinianos irlandeses o edifício conhecido como Collegio di San Patrizio e se mudaram para lá em dezembro de 1898. Em 9 de abril [de 1901], a senhora de quem tanto dependia fugiu do mosteiro. «É impossível entrar em detalhes sobre este caso triste», escreve a abadessa. «Basta dizer que um padre de Roma e enviado para a comunidade por uma autoridade eclesiástica foi a causa deste ato desesperado. Outro padre, pertencente à mais importante congregação em Roma, a dos Bispos e Regulares, foi um cúmplice do que aconteceu». Esta senhora havia doado muito, mas a maior parte de suas propriedades estavam legalmente bloqueadas por mais seis anos e, com base em seus fervorosos pedidos, as beneditinas se comprometeram a pagar aos irlandeses 24 000 libras esterlinas pelo seu convento nos próximos seis anos, e gastaram todo o seu próprio dinheiro — cerca de 4 000 libras — com as reformas e ampliações necessárias. A fuga da freira que detinha as riquezas foi um «enorme desastre». Rapidamente elas passaram a viver em grande penúria, geralmente sem dinheiro para comprar comida para o dia. A abadessa começou a dispersar a comunidade, que continuou a existir, mas de forma muito reduzida. Então os dominicanos irlandeses, percebendo a pouca chance que tinham de receber suas 24 000 libras, processaram as freiras nas cortes italianas para que elas devolvessem o edifício. Havia uma falha técnica no contrato, escrito por um advogado de grande reputação no Vaticano, e as freiras perderam. A expulsão das freiras pelos frades foi um espetáculo reservado para os últimos dias do pontificado de Leão XIII. «Talvez se mostre representativo (diz a abadessa) do ânimo dos agostinianos irlandeses contra as beneditinas inglesas quando se souber que, ainda antes da sentença do tribunal civil, o padre O'Keeffe mandou um irmão leigo para dormir no mosteiro com as freiras ainda estando ali». Apelos ao cardeal Rampolla e a outros dignitários romanos para livrar a igreja do escândalo de uma expulsão foram inúteis e, em 9 de agosto de 1901, as freiras remanescentes foram expulsas pela polícia italiana. Elas haviam doado suas posses para o mundo, doado todos os seus recursos e ficaram indefesas. Os credores a importunam e «calúnias dolorosas demais para serem repetidas» circulam privadamente entre os que acreditam estar prestando um serviço para a Igreja. Esta é, até o momento, a história das freiras beneditinas em Roma. | ” |

### Abadessa agnóstica
William Brownlow, bispo de Clifton, deu uma resposta pública, também publicada no "The Times", em 5 de outubro. Ele admitiu que os fatos apresentados pela abadessa estavam substancialmente corretos, mas acrescentou:
| “ | Seus leitores ficarão surpresos em saber que a srta. Pynsent não acredita na religião cristã. Ela confidenciou-me isto em maio de 1900, mas implorou para que eu não contasse para ninguém. Mais cedo neste ano, ela me escreveu para libertar-me da promessa de segredo e disse-me que ela não se importava se mundo soubesse de sua descrença. Muitos dos seus leitores não pensarão nada pior sobre esta senhora por ser uma agnóstica, mas acredito que todos irão reconhecer que as autoridades romanas da Igreja não poderiam ajudar a evitar a dispersão e a expulsão de uma comunidade que era presidida por uma abadessa que não acreditava no cristianismo. Eu só posso ficar ainda mais agradecido se a srta. Pynsent puder negar essa afirmação, que eu jamais faria exceto em defesa das autoridades eclesiásticas e de sua política de «silêncio» em benefício dela. | ” |

A beata Columba Marmion escreveu o seguinte em uma de suas cartas de 1901:
| “ | Li na imprensa inglesa que as freiras beneditinas inglesas, por um tempo vivendo em Roma, são a origem de um terrível escândalo! | ” |

### Demolição
Ao retomarem a propriedade, os frades terminaram a igreja que haviam iniciado, mas aparentemente venderam a igreja das freiras para permitir a construção de um hospital. Os frades também aparentemente receberam a propriedade na Via di San Nicola da Tolentino. A rápida demolição da igreja das freiras serviria para proteger a comunidade contra quaisquer reivindicações legais sobre a estrutura, uma vez que as freiras haviam dispendido ali todo o seu dinheiro. Nada resta para lembrar a presença das freiras no local. O endereço hoje é ocupado por um edifício neobarroco construído logo em seguida.